# Torre de guaita del castell de Guimerà
La torre de guaita del castell de Guimerà, a l'Urgell (Catalunya), és la romanalla més significant de l'antic castell, del qual també en queda un tros de la muralla. Ha esdevingut l'edifici més emblemàtic de la vila comtal de Guimerà.
El castell fou construït al segle xi pels cristians durant la Reconquesta. L'any 1971 passà a ser propietat de la Diputació de Lleida, però als darrers segles havia patit un espoli bastant fort i avui dia no en queden més que restes.
La torre va rebre intervencions puntuals de consolidació entre el 1973 i el 1984.